# James A. Roe
James A. Roe (* 9. Juli 1896 in Flushing, New York; † 22. April 1967 in Hollywood, Florida) war ein amerikanischer Offizier, Jurist und Politiker. Zwischen 1945 und 1947 vertrat er den Bundesstaat New York im US-Repräsentantenhaus.

## Werdegang
James A. Roe wurde kurz vor dem Ende des 19. Jahrhunderts in Flushing geboren. Er besuchte öffentliche und Gemeindeschulen (parochial schools). Roe studierte Jura, Ingenieurwesen und Rechnungswesen. Er graduierte im August 1917 an der United States School of Military Aeronautics der Cornell University in Ithaca. Ungefähr vier Monate zuvor traten die Vereinigten Staaten in den Ersten Weltkrieg ein. Am 17. September 1917 verpflichtete er sich daraufhin als Private im United States Army Air Corps. Er wurde zum Lieutenant befördert und Ausbilder der Advanced Flying. Am 4. Januar 1919 nahm er seinen Abschied. Danach verfolgte er Immobiliengeschäfte und war als Versicherungsmakler tätig. Roe zeigte auch Interesse für Vertragsrecht und Business Engineering. Er war Direktor der Flushing National Bank.
Politisch gehörte er der Demokratischen Partei an. Zwischen 1939 und 1952 hatte er den Vorsitz über das Democratic County Committee von Queens. Er nahm als Delegierter an den Democratic National Conventions in den Jahren 1940, 1948 und 1960 teil.
Im Juli 1943 trat er in die US Army ein. Roe bekleidete zu diesem Zeitpunkt den Dienstgrad eines Majors. Er wurde dem United States Army Corps of Engineers zugeteilt, wo er bis Januar 1945 diente, als er ehrenhaft entlassen wurde. Zu jenem Zeitpunkt bekleidete er den Dienstgrad eines Lieutenant Colonels.
Bei den Kongresswahlen des Jahres 1944 wurde er im fünften Wahlbezirk von New York in das US-Repräsentantenhaus in Washington, D.C. gewählt, wo er am 4. Januar 1945 die Nachfolge von James J. Heffernan antrat. Da er auf eine erneute Kandidatur zwei Jahre später verzichtete, schied er nach dem 3. Januar 1947 aus dem Kongress aus.
Danach ging er wieder seinen früheren Geschäften nach. Er verstarb am 22. April 1967 in Hollywood und wurde dann auf dem Mount St. Mary’s Cemetery in Flushing beigesetzt.